# دجاج أماريلا
أماريلا (بالإنجليزية: The Amarela) هي سلالة دجاح برتغالي من الدجاج المحلي.هي واحدة من أربع سلالات دجاج برتغالية، السلالات الأخرى هي برانكا، وبيدريس بورتوغيزا، وبريتا لوسيتانيكا.

## التاريخ
نشأت هذه السلالة في البرتغال وهي معرضة في الوقت الحالي اُعتبرت السلالة مُعرَّضة للخطر. مع أقل من ألفي دجاجة تربية.  في عام 2013، اُبلغ عن وجود 2677-2956 دجاجة منها في نظام معلومات الحيوانات المحلية (DAD-IS)، وبحلول عام 2024، ارتفع إجمالي عددها إلى ما يُقدَّر بـ 13886-24572، مع مخزون تربية يبلغ 6106 دجاجة و1053 ديكًا موزعة على حوالي 200 مزرعة.  في عام 2024، اُدرجت حالة حفظها على أنها "غير معرضة للخطر".

## الإنتاجية
سلالة دجاج أماريلا هي ثنائية الاستخدام في مجال تربية الدواجن بين إنتاج البيض واللحم.

## انظر ايضا
- دجاج سومبور كابوركا
- دجاج سلطان
- لحوم بيضاء
- دجاج ذات الرقبة العارية
- دجاج الأندلسي
- دجاج منورقة
- دجاجة سوداء ذات الوجه الأبيض